# Hedone
Hedone (altgriechisch ἡδονή hēdonḗ) ist das griechische Wort für „Vergnügen, Lust, Genuss, sinnliche Begierde“. Es war ein wichtiges Konzept in der antiken griechischen Philosophie, insbesondere in der epikureischen Schule. Davon leitet sich der Begriff Hedonismus ab.
In der griechischen Mythologie wird Hedone als Personifikation der Freude und des Vergnügens gesehen, als Tochter, die aus der Vereinigung von Eros (Personifikation der Liebe) und  Psyche (Personifikation der Seele) geboren wurde. Ihre Gegenstücke waren die Algea (Ἄλγεα Álgea), die Personifikationen der Schmerzen. Hedone wurde bei den Griechen nicht kultisch verehrt. Ihr Äquivalent bei den Römern ist Voluptas. 